# Turgidez

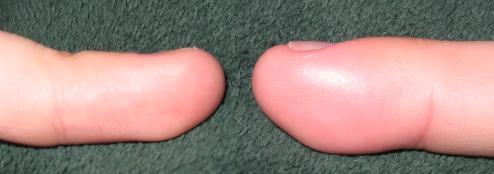
Os dedos direito e esquerdo de uma mesma pessoa, sendo que o direito apresenta turgência aguda

Em medicina, turgidez, turgência, turgescência ou inchaço são termos que designam o aumento da dimensão de um ou mais órgãos, causado pelo acúmulo excessivo de fluidos nos tecidos, denominado de edema. Mais comummente, as pernas ou os braços são afetados. Os sintomas podem incluir pele esticada, sensação de peso na zona e rigidez nas articulações. Outros sintomas dependem da causa subjacente.
As causas podem incluir insuficiência venosa, insuficiência cardíaca, insuficiência renal, baixos níveis proteicos, insuficiência hepática, trombose venosa profunda, infeções, kwashiorkor, angioedema, certos medicamentos e linfedema. Pode também ocorrer em doentes com imobilidade (AVC, lesão da medula espinal, envelhecimento) ou com imobilidade temporária, como estar sentado ou de pé durante muito tempo, e durante a menstruação ou gravidez. A condição é mais preocupante se começar subitamente ou se houver dor ou falta de ar.
O tratamento depende da causa subjacente. Se o mecanismo subjacente envolver retenção de sódio, pode ser utilizada a redução da ingestão de sal e um diurético. Elevar as pernas e utilizar meias de compressão pode ser útil para o edema das pernas. As pessoas mais velhas são mais comummente afetadas. A palavra vem do grego antigo οἴδημα oídēma que significa 'inchaço'.
Qualquer parte do corpo pode inchar em resposta a uma lesão, infecção ou enfermidade, assim como em consequência de um caroço ou íngua. Também pode ocorrer turgidez, especialmente nos tornozelos, em razão de problemas circulatórios.